# Венское литературное соглашение
Венское литературное соглашение (сербохорв. Договор о српском књижевном jезику у Бечу / Dogovor o srpskom književnom jeziku u Beču, сербохорв. Бечки књижевни договор / Bečki književni dogovor) — первый из двух договор о единстве сербскохорватского языка, подписанный 28 мая 1850 года в Вене (сербохорв. Беч/Beč, венг. Bécs) крупнейшими сербскими, хорватскими и одним словенским учёными.
Его инициаторами были Вук Стефанович Караджич с сербской стороны и Людевит Гай с хорватской. В основу языка был положен восточногерцеговинский вариант штокавского диалекта, при этом были признаны равноправными «экавская» и «иекавская» нормы (то есть произношение бывшего «ять» как «э» или «ие»).